# Plectorhinchus lineata
Cá kẽm sọc vàng (Danh pháp khoa học: Plectorhinchus lineata) là một loài cá biển trong họ cá sạo Haemulidae, trong bộ cá vược, phân bố ở vùng Ấn Độ Dương như Ấn Độ, Xri Lanca, Inđônêxia, Malaixia, Philippin và Việt Nam. Đây là một loài cá có giá trị kinh tế và được khai thác và cũng được cung cứng cho thị trường cá cảnh.

## Đặc điểm
Cá có chiều dài từ 300 – 360 mm. Thân hình bầu dục hơi dài và dẹt hai bên, có vảy lược nhỏ, đường bên hoàn toàn, đoạn trước từ từ cong lên, phần đầu (trừ cằm, hai hàng và phía trước mõm) đều có vảy. Dưới cằm ở sau môi dưới có 6 lỗ. Môi dày, miệng bé, răng hai hàm hình chóp nhọn. Vây lưng liên tục, gai thứ ba hoặc thứ tư dài nhất. Vây hậu môn ngắn hơn phần vây lưng mềm rõ rệt, vây đuôi bằng phẳng hoặc hơi lõm vào trong, gốc của vây đuôi, vây hậu môn và vây lưng đều có vảy, vây ngực và vây bụng có đầu nhọn dài.